# Hervé Bromberger
Hervé Guy Geoffroy Marie René Bernard Bromberger (* 11. November 1918 in Marseille, Frankreich; † 25. November 1993 in Villejuif, ebenda) war ein französischer Drehbuchautor, Filmregisseur und Schriftsteller.

## Leben
Der Sohn des Journalisten André Bromberger hatte das Collège Saint-Joseph und das Lycée Mignet in Aix-en-Provence besucht. Als junger Mann trat er zunächst in die Fußstapfen seines Vaters und hatte gleich nach dem Zweiten Weltkrieg für die Publikationen Combat und Cinévogue (1945/46) gearbeitet. Unmittelbar darauf sammelte er erste praktische Erfahrungen des Filmemachens als Regieassistent für Kollegen wie Henri Decoin und Jean Cocteau, ehe er anschließend (1948) an der Seite des österreichischen Exilanten und Regieveterans Max Neufeld als Filmregisseur debütierte.
Bromberger inszenierte vor allem in den 1950er Jahren sowie in der ersten Hälfte des darauf folgenden Jahrzehnts eine Reihe von Kinoproduktionen, die lediglich reinen Unterhaltungscharakter besaßen, jedoch filmhistorisch gänzlich ohne Bedeutung sind. In späterer Zeit, vor allem in der ersten Hälfte der 1980er Jahre, widmete sich Bromberger, der auch als Drehbuchautor (beispielsweise 1977 für Claude Chabrols bekanntes Kriminalmelodram Violette Nozière) gearbeitet hatte, nur noch dem Fernsehen.
Bromberger, der seit dem 9. Juni 1943 verheiratet gewesen war und zwei Kinder (Dominique und Christian) hatte, versuchte sich auch als Romancier: „Quatres hommes et la nuit“ wurde 1959 veröffentlicht, „Les derniers Coups“ 1966.

## Filmografie
als Regisseur beim Kinofilm, wenn nicht anders angegeben
- 1949: Rosen der Liebe (L'Inconnu d'un soir) (mit Max Neufeld)
- 1950: Le Clochard milliardaire (mit Léopold Gomez)
- 1951: Rauschgift Curare (Identité judiciaire)
- 1951: Seul dans Paris
- 1953: Wilde Früchte (Les Fruits sauvages)
- 1955: Nagano (Nagana)
- 1957: Zyankali (La Bonne Tisane)
- 1958: Ich begehre dich (Asphalte)
- 1960: Sie hassen und sie lieben (Les Loups dans la bergerie)
- 1962: Die vier Wahrheiten (Les Quatre Vérités) (Regie einer Episode)
- 1963: Tod, wo ist dein Sieg? (Mort, où est ta victoire ?)
- 1964: Les Fables de La Fontaine (TV-Film)
- 1965: Un soir à Tibériade
- 1967: S.O.S amitié (TV-Film)
- 1968: Panorama fantastique (TV-Film)
- 1971: Figaro-ci, Figaro-là (TV-Film)
- 1973: La Seconde (TV-Film)
- 1974: Le fol Amour de Monsieur de Mirabeau (TV-Film)
- 1980: La Nuit du général Boulanger (TV-Film)
- 1981: L’Antichambre (TV-Film)
- 1981: La démobilisation générale (TV-Film)
- 1985: Le Traité de paix (TV-Film)

als Drehbuchautor beim Kinofilm, wenn nicht anders angegeben
- 1951: Seul dans Paris
- 1958: Le Désert de Pigalle
- 1960: Sie hassen und sie lieben
- 1962: Die vier Wahrheiten
- 1975: Jo Gaillard (TV-Film)
- 1977: Violette Nozière
- 1981: L’Antichambre (TV-Film)